# Galileo Chini
Galileo Andrea Maria Chini (Florencia, 2 de diciembre de 1873-23 de agosto de 1956) fue un pintor, decorador, diseñador gráfico y ceramista italiano, considerado entre los protagonistas del modernismo (denominado Stilo Liberty o Floreale) en Italia.

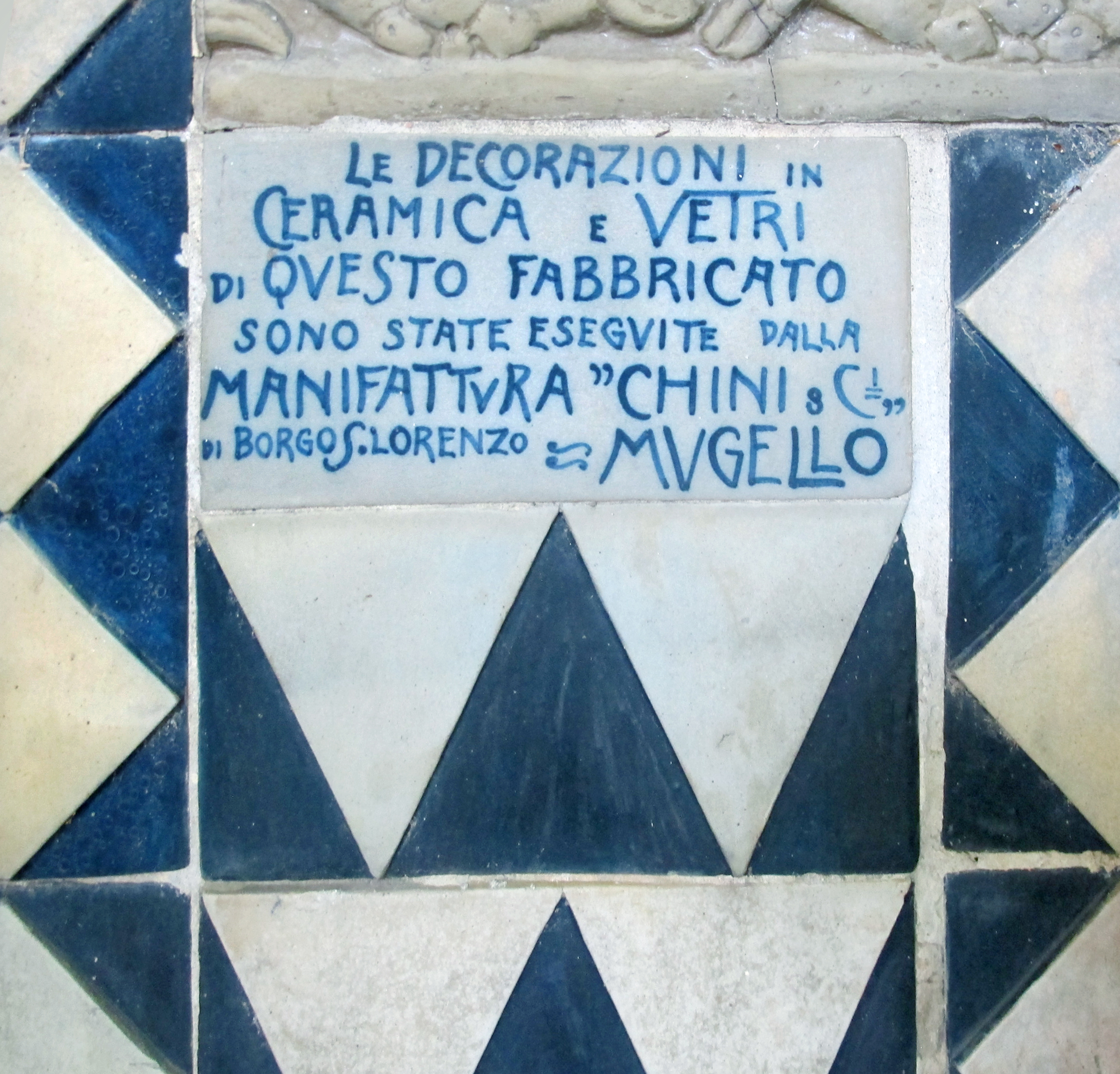
Azulejo con firma de la Manifattura Chini de Borgo San Lorenzo, 1911

## Biografía
La formación de Galileo Chini es prácticamente única en el panorama del arte italiano. Nació en Florencia, hijo de Elio Chini, sastre y músico aficionado de saxhorno, y de Aristea Bastiani . Después de la muerte del padre, se matricula en la Escuela de Arte de la Santa Cruz (actualmente llamado Instituto Estatal de Arte de Florencia), donde asistió a los cursos de decoración. Empezó a trabajar en la fábrica de productos químicos Pegna, para luego ser aprendiz decorador en la empresa de restauración del tío paterno Darío Chini (1847-1897). Continuó como aprendiz hasta 1895 asistiendo, aparte de la compañía del tío, los talleres de Amedeo Buontempo y Augusto Burchi, ambos pintores activos en aquellos años en Florencia.
De 1895 a 1897 asistió irregularmente la Escuela Libre de Desnudo en la Academia de Bellas Artes de Florencia sin conseguir algún diploma, y considerándose siempre al final de su formación un autodidacta total. En este mismo periodo conoció a la joven Elvira Pescetti, quien se volvió su esposa.
En Florencia en 1896 fundó la manufactura "Arte della Ceramica" (en español: Arte de la Cerámica) junto con Giovanni Vannuzzi, Giovanni Montelatici y Vittorio Giunti. En 1897 la Comuna de San Miniato encargó a Dario Chini la restauración de los frescos de la Sala del Concejo Comunal (hoy denominada Sala de las Siete Virtudes). Luego de la repentina muerte de Darío, el encargo pasó a Galileo quien acabó los trabajos para noviembre de 1898. En la base de las pinturas, Galileo se concedió mayor libertad de ejecución, insertando el perfil de algunas figuras en el mármol falso. En julio del 1898, mientras trabajaba en el Municipio de San Miniato, Galileo fue llamado a examinar algunas pinturas encontradas aproximadamente veinte años antes al interior de la iglesia de San Domenico. Al realizar más exploraciones en las capillas laterales descubrió las pinturas cuatrocentistas de la Capilla Rimbotti, a las que se le encargó la restauración. El trabajo en la iglesia dominicana duró hasta 1900, estando encargado conjuntamente de la restauración de la Capilla del Rosario y de la Capilla Roffia-Del Campana. En donde los frescos se perdieron irremediablemente, Galileo Chini no dudó en remover el yeso y realizar nuevas decoraciones.
En 1899 se casó con Elvira. La primogénita, Isotta, nació en 1900 y el segundo hijo, Eros, en 1901.
Con los trabajos en cerámica fue premiado en las exposiciones universales de Bruselas, San Petersburgo y San Luis (Misuri) pero en 1904 abandonó la vieja manufactura "Arte della ceramica" por divergencias con la dirección. Dos años después, junto con su primo Chino Chini funda en la provincia toscana del Mugello la "Fornaci de San Lorenzo" (en español: fundición de San Lorenzo), la cual realizaba cerámicas y vidrieras, además de decoración de interiores y diseño de muebles en madera decorada con azulejos, cerámicas y vidrios.
Continuó exponiendo en múltiples ocasiones, tanto en Italia como en el extranjero. Hasta 1905 se embarcó en una serie de decoraciones y restauraciones en la Iglesia de Santa María la Maggiore en Florencia, así como en una serie de frescos para el Grand Hotel Cavour (en la misma Florencia) y para el Grand Hotel La Pace en Montecatini.
En Milán, en la vía Settembrini 11, en el Palazzo Pathé se encuentran bien conservados sus mosaicos.
En 1907 expuso en la Bienal de Venecia. De 1908 a 1911 fue profesor del Curso de Decoración en la Real Academia de Bellas Artes de Roma. En el mismo periodo comenzó las primeras colaboraciones como escenógrafo teatral.
Entre 1907 y 1909 está nuevamente en San Miniato, donde se le confió el encargo de decorar la bóveda de la Sala de Billar al interior del Círculo Recreativo anexo al teatro citadino.
En 1910 el Rey Chulalongkorn Rama V de Siam (Tailandia), envió a Italia a Carlo Allegri, entonces ingeniero jefe del Ministerio de Obras Públicas de Siam, con el encargo de encontrar un pintor para el nuevo Palacio del Trono en Bangkok. Firmado el contrato en Florencia en 1910 entre Galileo Chini y Carlo Allegri, en 1911 el artista se embarcó en Génova, en el barco de vapor NDL Derfflinger hacia el extremo oriente. Luego que el rey Rama V falleciera el 23 de octubre de 1910, le sucedió su hijo, el culto Rey Vajiravudh, Rama VI. Chini realizó los frescos de la sala del trono Ananta Samakhom en el nuevo palacio Dusit y realizó una serie de retratos de Rama VI. Regresó de Tailandia en 1913  trayendo consigo a Italia una serie de obras paisajísticas y de ambientes, que expuso en 1914 en la Muestra de la Secesión Romana. Trajo también una colección de reliquias orientales que en 1950 donó al Museo etnográfico de la Universidad de Florencia.
En 1915 dictó el Curso de Ornamentado en la Real Academia de Bellas Artes de Florencia. En los años venideros realizó los frescos del Palazzo Comunal de la Terma de Montecatini y la sede de la Cámara de Comercio de Florencia. Mientras tanto, aumentó la actividad de escenógrafo, realizando las primeras colaboraciones con Giacomo Puccini para la ópera cómica Gianni Schicchi.
En 1921 expuso en la primera Bienal de Roma y en 1924 en la Bienal de Venecia. Volvió a trabajar con Puccini para la ópera Turandot.
Entre 1920 a 1923 en las Termas de Salsomaggiore realizó la decoración de la Terma Berzieri y, más tarde en 1926 en el Grand Hôtel des Thèrmes, se ocupó de la preparación del salón morisco, la sala de las cariátides y del bar rojo; en la ciudadela decoró también algunos ambientes de la villa Fonio (luego Bacciocchi), del Hotel Porro (cubiertos a posteriori luego de una remodelación), del Hotel Valentini (en parte cubierta) y de un local nocturno en el Poggio Diana.

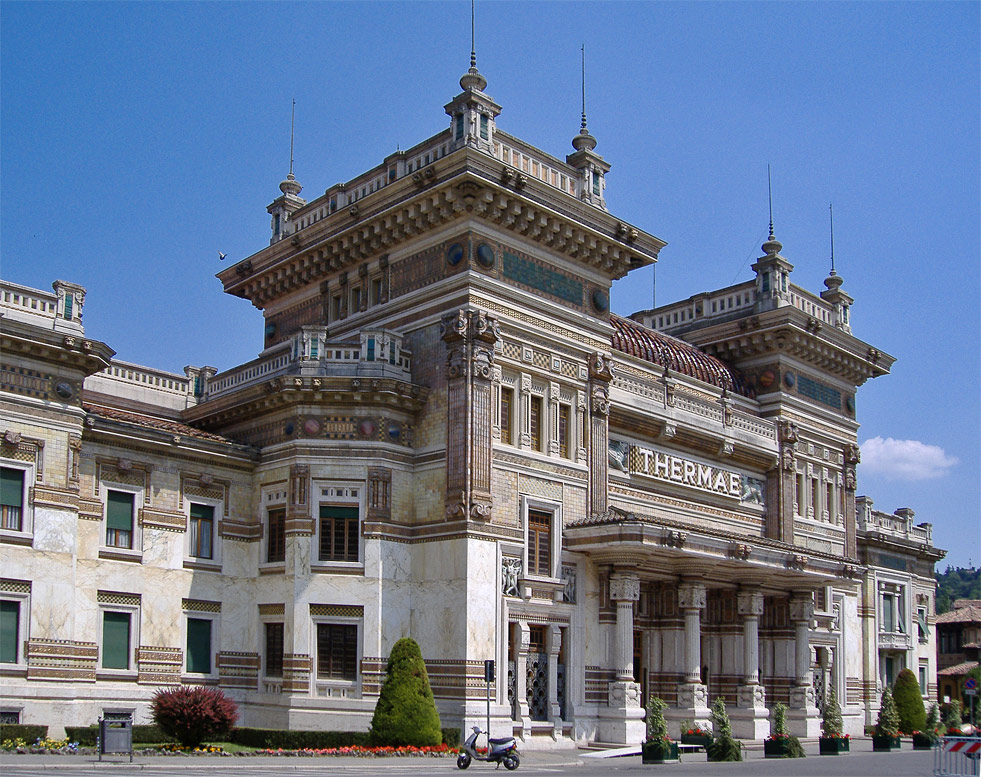
Terma Berzieri en las Termas de Salsomaggiore.

En 1925 abandona el cargo de gerente artístico en la manufactura cerámica Fundición San Lorenzo, rol que será cubierto de 1925 al 1943 por Tito Chini, el hijo del primo Chino, con el cual Galileo, luego de la experiencia en el "Arte della Ceramica", había dado inicio en la manifactura de San Miniato.
Entre 1925 a 1926 realizó las decoraciones para el Grand Hotel des Thèrmes en Montecatini y para los salones del transatlántico Augustus.
En 1927 obtuvo la cátedra de Decoración pictórica en el Real Colegio de Arquitectura en Florencia y en 1928 realizó frescos para la sede milanesa de la Sociedad eléctrica Montecatini. En 1930 volvió a la Bienal de Venecia y, a lo largo de toda la década, se dedicó principalmente a exponer sus obras en muestras personales, en Italia y en el extranjero. En 1938 dejó la enseñanza al llegar a la edad de jubilación.
Prosiguió en la organización de muestras personales (Bolonia, París, Roma, Düsseldorf, etc.) hasta 1942, cuando se le encargó la decoración del gran salón interior del Palacio de la Cámara del Trabajo de Bolonia. En 1945 donó a la Comuna de Florencia una serie de pinturas que representan vistas de zonas de las ciudad destruidas en el curso de la guerra.
En 1946 murió su hija Isotta y, en los años subsiguientes, su actividad se fue progresivamente reduciendo a causa de serios problemas a la vista que lo condujeron a la ceguera.
En 1951 expuso en la Exposición Internacional de Arte Sacro en Roma, y el año siguiente la ciudad de Florencia le dedicó una retrospectiva. Expuso también en Roma, para la Muestra de Arte contemporánea en 1954 y en Bogotà, Colombia, en 1956. Galileo Chini falleció el 23 de agosto del mismo año en su casa-estudio en la vía del Ghirlandaio 52, en Florencia. Fue sepultado en el cementerio monumental de Antella.
Siempre apreciada, en las décadas subsiguientes, por un restringido círculo de admiradores (un apasionado coleccionista suyo fue el cineasta Luchino Visconti), la obra de Chini ha conocido en años recientes una intensa revaloración, de la cual atestigua en manera significativa también la muestra dedicada a su trabajo en 2006 por la Galería Nacional de Arte Moderno de Roma.

## Carrera Artística
Galileo Chini fue un artista multifacético, versátil, impredecible, entre los pioneros del modernismo en Italia (conocido como Stilo Liberty o Floreale), desde finales del siglo XIX hasta los inicios del siglo XX. Se dedicó con pasión al arte de la cerámica, participando en la ornamentación de fachadas de muchos palacios y villas italianas y enriqueciendo la decoración interior con vajilla y revestimiento de paredes refinados. Pintó naturalezas muertas, bellísimos paisajes de la Versilia toscana y retratos.
Como ilustrador experimentado, crea carteles de colores y diseños vívidos para acontecimientos culturales, manifestaciones y representaciones teatrales y para muchas obras de aquel entonces crea escenografías y vestuario.
Galileo tiene un rostro barbudo y los cabellos revueltos, una apariencia más de intelectual atormentado que de pintor, pero tiene dos ojos penetrantes y una mirada segura que comunica una fuerte personalidad artística, personalidad que se abre siempre a lo nuevo, sin tener en cuenta las tendencias contemporáneas. Además, él mismo considera que no es imposible separar el hombre del artista, proponiéndose siempre como una persona y no como un número.

### Inicios
En 1883, Galileo Chini, mientras volvía de colegio se detenía en la Plaza del Mercado Viejo en Florencia al lado del caballete de Telémaco Signorini para observar al pintor, definido por las gafas doradas y la barba rubia, que él pintaba.
Telemaco Signorini le causó gracia el curioso chico que siempre le preguntaba si volvería al día siguiente. Galileo estableció con él desde el primer momento una amistad de la cual obtuvo consejos y enseñanzas. Chini dará cuenta de esto a través sus obras, ya que se inspiró en la mejor tradición de los pintores de paisajes toscanos, entre los cuales Giovanni Fattori, Telemaco Signorini y Silvestro Lega.
Después de haber cursado la educación primaria, se matricula gracias a la protección de un tío restaurador en una escuela de arte, a la cual asistirá con óptimos resultados por un año y medio, poniendo en práctica lo que había aprendido a su lado, restaurando y realizando frescos en paredes. Después de la muerte del padre, asistió aún más asiduamente donde el tío, consolidando las diversas técnicas.
Siguiendo el consejo de su amigo, el pintor Giulio Bargellini, se matriculará hacia 1890 en el Colegio Libre de Desnudo en la Academia de Bellas Artes de Florencia, donde conocerá a Plinio Nomellini, Ludovico Tommasi, Giuseppe Graziosi, Libero Andreotti y otros, frecuentando el Círculo de los Artistas.

### Chini Restaurador
Con lo aprendido junto al tío restaurador, con quien luego tiene una activa colaboración, Chini se impregnó de las diversas técnicas para el restauración de pinturas antiguas, convirtiéndose en un hábil e imaginativo decorador. Con él colabora en los trabajos de restauración del Castillo de Torlonia en Serra Brunomonte, Umbria.
En 1888 asiste como aprendiz al decorador friulano Amedeo Buontempo, conocido por sus decoraciones florales, que el maestro ejecuta con tal rapidez que fascina al joven Chini, tanto que busca imitarlo y hacer suya esta técnica.
Del 1890 al 1892 participa en la restauración de la Iglesia de la Santa Trinidad en Florencia, junto a los pintores Cosimo Conti y Augusto Burchi. Este trabajo lo llevará a decorar dos veces el salón de la Bienal de Venecia.

### Bienal de Venecia
Chini en 1901 fue aceptado en la cuarta edición de la Bienal de Venecia con la pintura de gran formato “La Quietud”, que representa el paisaje al ocaso del crepúsculo.
En 1903 el criterio de la Bienal era de transformar las salas de la exposición en ambientes vivos y majestuosamente decorados. Chini colaboró activamente en esta ornamentación pintando la cúpula de la sala de la Toscana, dibujó los modelos de dos candelabros de araña en cobre repujado y dos puertas de mármol ornamentado con arabescos en oro e incrustaciones en pietre dure.
En 1909 la comisión de decoración “Sala de la Cúpula de la Bienal” confía a Chini la tarea de pintarla. El artista decide dividir la cúpula en tres órdenes decorativos. En la franja superior realiza motivos florales y ornamentales, en la inferior representaciones simbólicas, tomadas del escarabajo, en aquel momento su “sello de autor” representativo, mientras en la franja central dividida en ocho partes, representa episodios de los periodos más importantes de la civilización y del arte:
- Los orígenes (Primera sonrisa de la bestia humana);
- Las artes primitivas: Egipto, Babilonia, Asiria (En los velos del misterio Asia me envuelve);
- Grecia e Italia (Alegre brillo del sol greco-italiano);
- Arte bizantino (Sueño en Ravenna y Zarpe de Venecia);
- Del Medioevo al Renacimiento (Fiel a Cristo, en libertad criada);
- Miguel Ángel (Músculos y poder del Gigante yo saco);
- El imperio del Barroco (Fuerzo con movimiento el freno de la materia);
- La Civilización nueva (Vivo en el hecho y en la luz exalto).

Galileo Chini realiza esta empresa en solo veintiún días y con tal maestría y originalidad que suscita la admiración de los otros artistas.
Es curioso recordar que mientras Galileo bajaba de la escalera habiendo terminado la cúpula, tuvo noticia de los experimentos oficiales que estaba cumpliendo Alberto Santos-Dumont en Roma, elevándose de la tierra con su aeroplano. El artista sensible al gran acontecimiento, sobre las decoraciones ya finalizadas del octavo panel pintó el nuevo Ícaro dando vueltas en el cielo.
En 1914 a la vuelta del Siam, Chini fue encargado por los responsables de la Bienal de Venecia para ejecutar una nueva decoración, en el salón central de las exposiciones. Inspirándose en el modernismo pero influido por el arte oriental de Gustav Klimt, Galileo ejecuta “La Primavera”, paneles con decoraciones florales, donde se superponen escalonadamente jóvenes con peplos. Los títulos de algunos de los catorce paneles al fresco son:
- La floración de la primavera itálica;
- La primavera clásica;
- El encanto del amor;
- La primavera de la vida;
- La primavera que perennemente se renueva.

El autor explicando el sentido de su obra, dice haberla ejecutado inspirándose en la primavera en Venecia, cuando la ciudad acoge artistas de todo el mundo por aquel acontecimiento, y a la primavera espiritual que eternamente se repite.
Chini participó en muchas otras ediciones de la Bienal con pinturas y obras varias, pero con “La primavera” se anota su más importante hito. Galileo estaba al corriente con las características menos llamativas del modernismo, combinándolas y mezclándolas, para obtener nuevas combinaciones.

### Chini ceramista
Entre 1896 y 1897 Galileo Chini, sensible a los problemas del arte decorativo, junto a otros amigos decide crear una manufactura de cerámicas.
La idea nació de casualidad en el “Caffè Nacci” en la plaza Beccaria en Florencia, intentando adquirir una antigua fábrica de cerámica florentina.
Él quería crear una manufactura de la cerámica con nuevos propósitos artísticos, ligados al modernismo, para "transformar a nuestros artistas en artesanos y nuestros artesanos en artistas", concepto propuesto por Walter Crane, lo cual era muy cercano al temperamento y a los ideales artísticos de Chini. En la época del modernismo todo tenía que ser asimilado a este estilo, también la decoración, el jarrón o el plato. Observando como a través de un caleidoscopio los nuevos descubrimientos, como los vidrios opalescentes “clair de lune” de Gallè o los vidrios iridiscentes con reflejos metálicos “Favrile glass”, de Tiffany & Co., Chini crea con efectos similares, los esmaltes de sus cerámicas. Plantas, flores, animales y figuras humanas se pliegan sobre las superficies curvas de sus jarrones, como si las abrazaran.
Con la difusión del modernismo en Europa Chini se orienta hacia la nueva forma de arte, logrando insertarse en las modernas tendencias del gusto con conocimiento del material e inteligente apertura a nuevas experiencias. De ese modo llama también la atención del milanés Luigi Tazzini, director del estudio artístico de la fábrica Doccia Ginori, que apreciará sus artefactos.
La pequeña fábrica de cerámicas creada por el grupo florentino, llamada “Arte della Ceramica” (en español: arte de la cerámica), tuvo su primera sede en dos pequeñas habitaciones en la Vía del Ghirlandaio. En 1898, obtuvo una medalla de oro, presentándose en la Primera Exposición de Arte Decorativa de Turín, desafiando también a otras fábricas más conocidas y antiguas.
Los artistas eligieron como símbolo de fábrica la granada, como encerrando a muchos artistas en un fruto rojo y fecundo.
Pronto será Galileo Chini quien dirigirá la manufactura, destinada a triunfar en un constante aumento de éxitos y de comisiones.
Nos encontramos en los inicios de la Muestra de París, es el 1900 y el "Arte della Ceramica" está en febril espera de poder competir al lado de las grandes casas de Europa y del mundo.
El grupo florentino es premiado, y obtiene reconocimientos inesperados y un éxito que se repetirá el año siguiente en la Exposición Internacional de Cerámica y Vidrio de San Petersburgo, Rusia en una muestra encargada por la Zarina Alejandra. Las cerámicas de la manufactura florentina tuvieron amplia difusión, triunfando en los mercados europeos e incluso en los Estados Unidos, donde eran muy investigadas por Tiffany en Nueva York.
En la última década del siglo XIX la manufactura producía principalmente jarrones y platos, en el catálogo descriptivo impreso en 1898, poco después de la Exposición de Turín, en la lista de las piezas devueltas, aparecen solo un azulejo y un broche decorativo.
En la actividad de la cerámica, Galileo Chini alternaba la labor de muralista y restaurador en jefe de la empresa del tío, usando las mayólicas como elemento decorativo de los interiores y exteriores de grandes palacios o negocios, un ejemplo de admiración es el Caffè Margherita, pero también muchos otros edificios como el Gran Caffè Margherita en Viareggio, Lucca.
Chini se convierte en un inagotable creador de nuevas formas, hábil y original decorador, investigando siempre nuevas combinaciones para obtener material dúctil y resistente.
Al inicio del siglo, hay una mayor producción de estos materiales, como atestiguan algunas imágenes de la Exposición de Arte Decorativo de Turín en 1902, en la cual la manufactura participó presentando una sala de baño enteramente revestida de azulejos con cuatro bajorrelieves en gres. Estos representan entre rizos y motivos florales: las siluetas de dos elegantes cisnes, pavos reales centelleantes de colores metálicos que recuerdan las sedas orientales, salamandras y reptiles.
La fábrica, entre 1906 y 1944, se traslada al pueblo de San Lorenzo en la provincia del Mugello y toma el nombre de “Fornaci San Lorenzo” (en español: Fundición San Lorenzo), aumentando la producción de ejemplares destinados a los revestimientos de construcciones y de la ebanistería, adicionalmente a la producción de rosetones, listones, columnas, capiteles y cabezas de león.
Los esquemas decorativos producidos con más frecuencia en este periodo son temas del arte clásico, como por ejemplo: querubines, guirnaldas, festones o paneles con composiciones geométricas de influencia klimtiana como espirales, diademas y triángulos o motivos florales estilizados (el arte de Klimt es el típico arte siamés, con decoraciones en series de querubines, espirales botánicos, diseños astrales con otros símbolos y frisos típicos del Siam).
En la época en que el arquitecto Giovanni Michelazzi intentaba con su arquitectura contrarrestar la apremiante injerencia de los modelos neorrenascentistas, introducidos por el arquitecto Giuseppe Poggi, de estas premisas nace la colaboración con Galileo Chini, quien logra integrar los dos estilos.

### Edificios en Florencia
Un ejemplo muy común en el modernismo de yuxtaponer motivos tomados del pasado con rasgos modernos se puede notar en algunas villas de Florencia como la villa Broggi-Caraceni o la villa de la vía Giano di Bella, o en villa Ventilari y la Villa del Beccaro en viale Mazzini, o en la villa Ravazzini y en otras villas del viale Michelangelo. Sobre la fachada del villino Lampredi de la vía Giano di Bella por ejemplo, entre las ventanas del piso superior y la puerta de tendencia modernista, se insertan un friso en tonos morados con fines decorativos creado por Chini, en los cuales es clara la inspiración renacentista en los querubines que sostienen ramas cargadas de conos de pino, interrumpidos por guirnaldas de hojas.
Sus obras pictóricas se encuentran en la Galería de arte moderno de Florencia, en una sala del restaurante Paoli, y en algunas colecciones privadas, como la del banco Federico del vecchio.

### Edificios en Città di Castello
Trabajó por mucho tiempo también en Città di Castello, donde se encuentra una villa entre el modernismo y el orientalismo que recuerda las habitaciones Tailandesas, tanto que en la ciudad dicho edificio es conocido como "La Pagoda". Otros edificios cerca de las murallas de la ciudad llevan sus guías e influencias, y también vale la pena mencionar su actividad en el Cementerio Monumental.

### Edificios en Versilia
Un número considerable de azulejos de revestimiento se puede todavía admirar sobre las fachadas de numerosos palazzos de Viareggio, Lucca.
Tan abundante presencia nace del hecho que al inicio del siglo XIX Chini eligió Lido di Camaiore (en la época Fossa dell'Abate) como lugar de veraneo. Junto con su amigo el arquitecto Ugo Giusti (el mismo de las Termas de Salsomaggiore, decoradas por Chini) diseñó a cuatro manos su residencia estival. Una villa sencilla y elegante, de líneas secesionistas puras, la cual bautizó "La Casa de las Vacaciones". Durante muchos años la villa se ha vuelto un hotel, pero aún hay numerosas obras de Chini conservadas al interior (frescos, cuadros, cerámicas, objetos ornamentales) por lo que se considerada un pequeño museo.

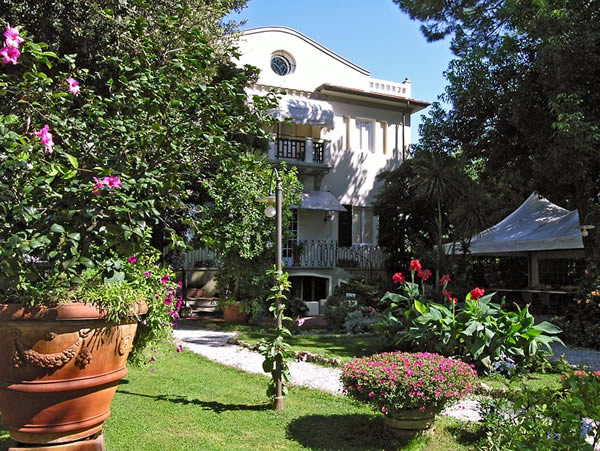
La Casa de las Vacaciones de Galileo Chini

En los años veinte, tuvo el encargo gubernamental junto al ingeniero Alfredo Belluomini, de renovar el paseo de Viareggio. Él propuso para muchos edificios decoraciones con azulejos en mayólica producidos en Borgo San Lorenzo.

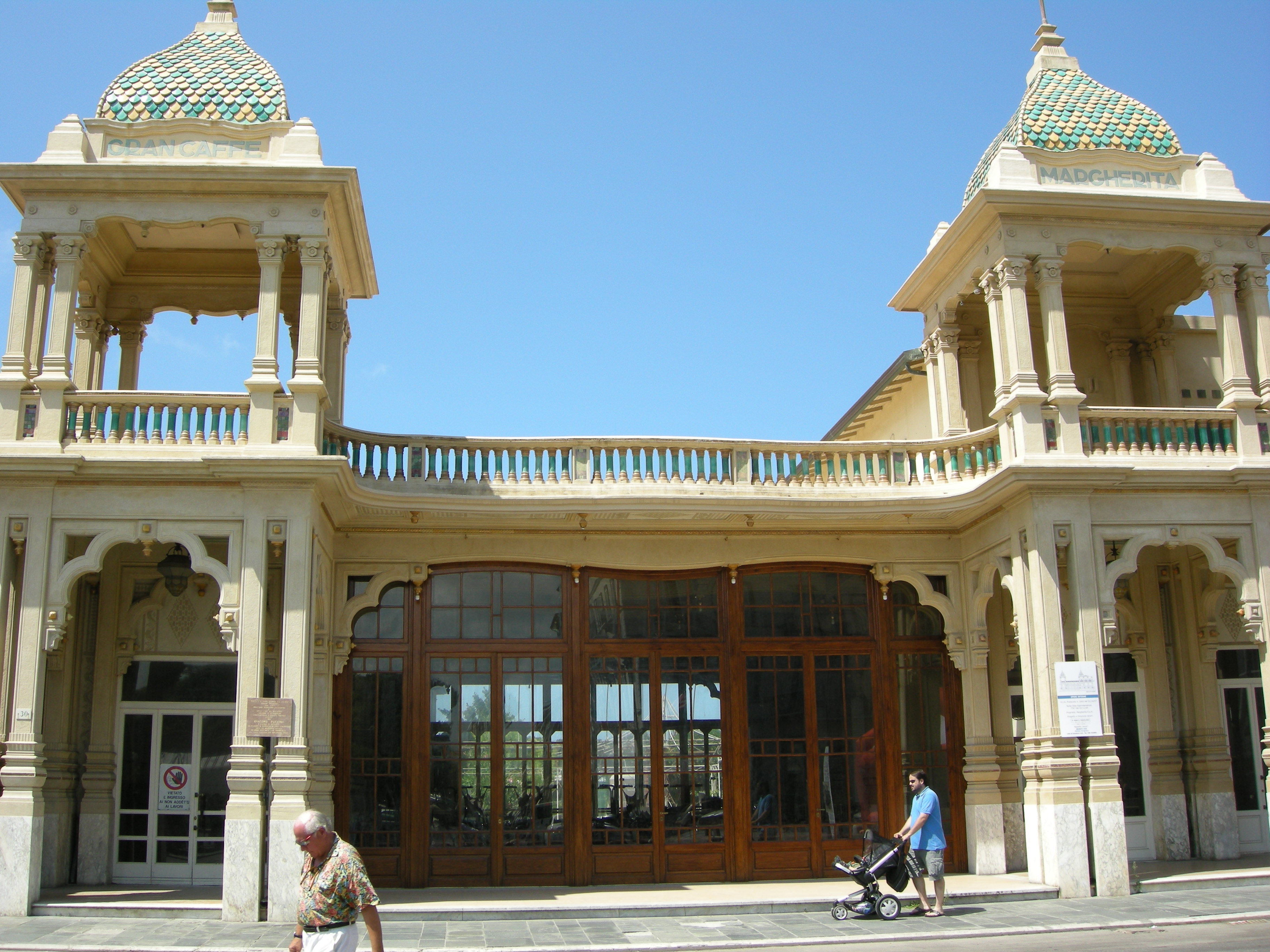
Gran Caffè Margherita

En el Paseo de Viareggio destacan las dos cúpulas del Gran Caffè Margherita, decoradas con tejas cerámicas de color verde, mientras al interior se puede admirar vitrales enteramente pintados por Chini.
En la villa de viale Carducci n°6, son todavía visibles los paneles con figuras femeninas sobre un colorido fondo de flores multiformes. En la composición rectangular sobre la derecha de la fachada, hay una clara referencia a los paneles de la Bienal de Venecia de 1914.
Sobre la fachada del edificio de viale Manin n°20, construcción perteneciente a la actriz Dina Galli, se pueden admirar los frisos, aunque bastante arruinados, donde se representan caballos marinos que emergen de las olas. Motivos mucho más convencionales, como hojas y frutas, se pueden encontrar sobre las franjas de azulejos que revisten las almenas de la terraza en la azotea del mismo edificio.
Querubines y festones embellecen la villa Amore y la fachada del Hotel Liberty. Palmeras, delfines y espirales son representados en las lunetas del Hotel Excelsior, donde grandes jarrones llenos de frutas y barcos con velas desplegadas decoran los cuadrados sobre la puerta de la entrada principal.

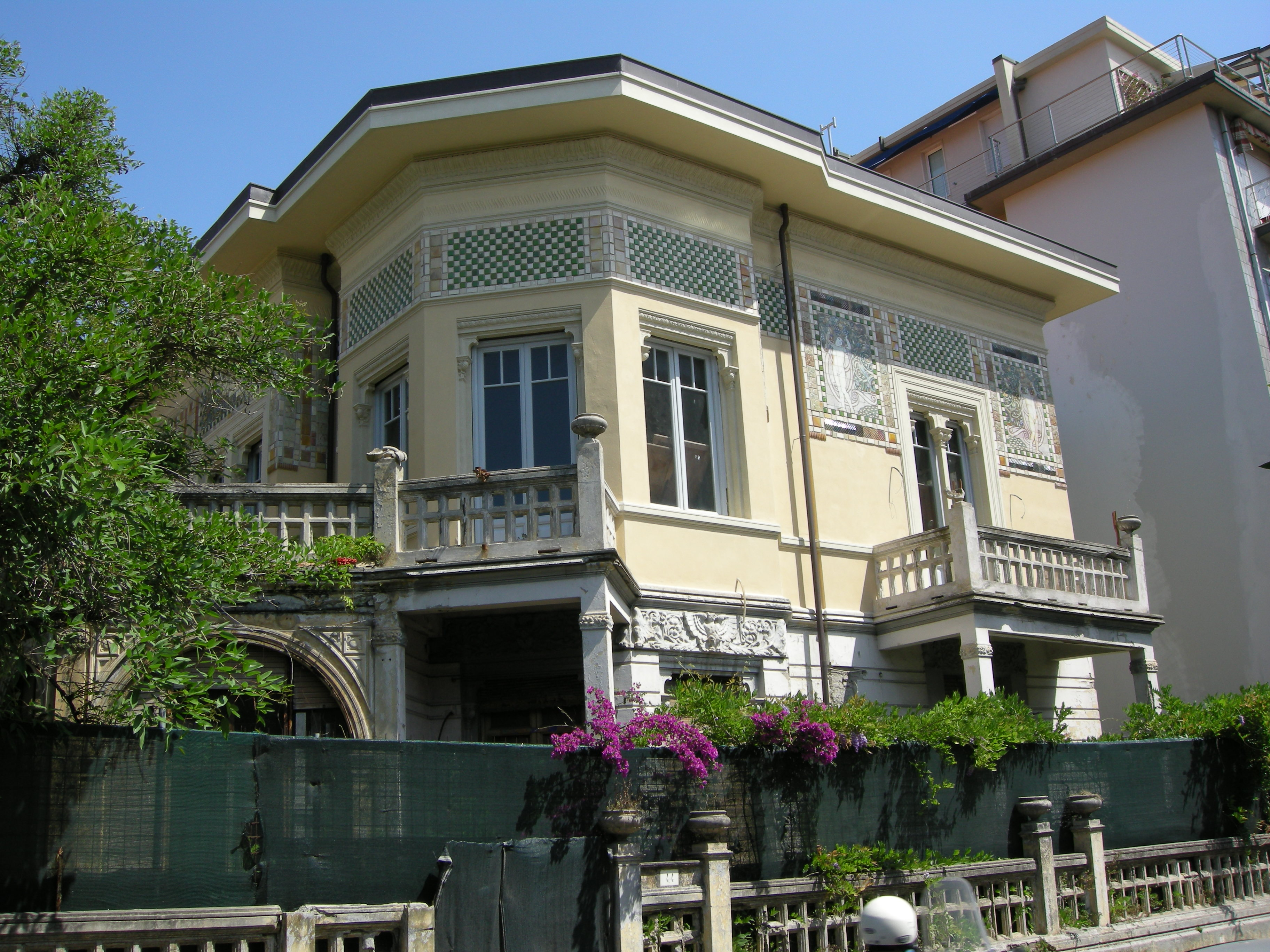
Villa Argentina

En la vía Antonio Fratti n°400 se encuentra la villa Argentina, cuya fachada contiene una vasta superficie decorada en cerámica. Casi toda la parte superior de la construcción está revestida con paneles diferentes: desde el tipo en damero estrictamente geométrico con predominancia de verde y oro, a los cestos de fruta intercaladas con rectángulos de aves que picotean racimos de uva entre hojas y brotes.
Esta última decoración que se refiere a la leyenda de Zeus, había sido ya utilizada por Galileo Chini en la parte inferior de los frescos de la cúpula en la Bienal de Venecia de 1909.
La presencia de azulejos de la Manufactura es bastante frecuente en muchos otros edificios de Viareggio también con sencillos motivos geométricos.
Queda todavía por mencionar una villa en la viale Buonarroti n°9 decorada con querubines vestidos con túnicas cortesanas, con grandes festones de flores interrumpidos por un panel compuesto de pequeños cuadrados y círculos de notable efecto ornamental.

### Edificios en el Mugello
Otros ejemplos de tales revestimientos se pueden encontrar en edificios de la zona del Mugello, probablemente estos constituyen solo una pequeña parte de una presencia mucho más amplia destruida durante la Segunda Guerra Mundial.
Entre estas decoraciones que generalmente están constituidas por sencillos azulejos monocromos o como mucho decoradas con dibujos geométricos, se impone el friso de la fachada de una villa en Roma, constituido por azulejos tratados con brillos metálicos que representan ramas curvadas, sobre las cuales se arrastran caracoles.
También en este caso, la decoración cerámica se inserta sobre una estructura arquitectónica tradicional, modernizada según las líneas ornamentales de la época.
En Borgo San Lorenzo el edificio más ricamente decorado es la casa del primo Chino Chini, construida alrededor de 1923.
En la parte exterior hay numerosos azulejos con motivos geométricos, mientras que el interior contiene ejemplos mucho más interesantes, de material de revestimiento del todo desconocido.
En el piso de arriba hay una chimenea revestida de azulejos amarillos y rojos, con rosas, cangrejos y espirales en ligero relieve y un cuarto de baño con revestimiento de mayólica de notable interés, aunque la calidad de los ornamentos está lejos de los refinados ejemplos del Arte della Ceramica.
La importancia de este baño está sobre todo en el hecho que este constituye quizás el único ejemplo que nos ha quedado de las obras de la Manufactura para este tipo de ambientes.
Siempre al interior de la casa de Chino se encuentran interesantes paneles en mayólica, como el de los delicados motivos florales, situado sobre una pared en la escalera de acceso al segundo piso o debajo de los alféizares de las ventanas. De particular interés es el piso de la sala central de la planta baja, en gres policromado, donde Galileo, inspirándose en Vasari, retrató el nacimiento de Venus.

### Edificios termales
La obra de la Manufactura Chini no ha sido solicitada solo para la decoración de habitaciones civiles sino también para instalaciones públicas, como el revestimiento en gres de la Terma Berzieri en Salsomaggiore.
Proyectada por el arquitecto Ugo Giusti, su construcción empezó poco antes del inicio de la Primera Guerra Mundial y terminó en 1922 aproximadamente.
Para la manufactura se trató de un trabajo colosal, tanto que para hacer frente a esta empresa se debió agrandar el equipamiento, ampliando los hornos.
La decoración recubre casi todo el edificio, con sobriedad en cuanto a los ambientes destinados a los tratamientos, recubiertos con azulejos color marfil y listones dorados; y con riqueza en los ambientes comunes como el bar, el salón central y la escalera donde se encuentra el gran fresco de Galileo.
Dichas zonas están recubiertas de azulejos y listones de diverso tipo, con volutas, tejidos, óvalos y doraduras. El mismo tipo de decoración se encuentra también al exterior pero enriquecido por otros elementos, como los grandes círculos, marmolizados en las partes superiores.
Los techos y cúpulas están cubiertos de tejas esmaltadas, siempre producidas por la Manufactura, además de tener tener un valor histórico, ya que contiene las líneas artísticas y las costumbres de la segunda década del siglo XX.
Comenzadas en 1913 y terminadas diez años más tarde, permitieron conservar la documentación en el cambio del arte, debido también a la guerra mundial.
Sin duda el complejo Berzieri representa, por su monumental decoración, un objeto de estudio interesante para la historia de la cerámica.
En la Terma Tamerici de Termas de Montecatini, Pistoya, de notable calidad es el panel que hace de contorno a la fuente Giulia, en este están representados los peces que nadan entre frondosas ramas con piñas, en los tonos verde. El festón está inmerso en una decoración geométrica con pavos reales y espirales.
También los paneles a los lados de la entrada del establecimiento, es donde se denota la influencia de las obras de Klimt, son especiales, ahora cubiertos de una patina blanquecina a causa de las sales emanadas de la fuente.
Interesante es también el piso de la puerta de ingreso realizado en gres con decoraciones en azul cobalto geométricos que rompen la superficie, mientras que en el panel central de 1910 hay una decoración de querubines envueltos de sinuosas cintas, que sostienen una guirnalda con la palabra “hola”.
En el interior de la terma Tamerici, es interesante la vieja sala de vinos, hoy utilizada como bar del establecimiento, con una rica decoración cerámica tanto en el piso como en las paredes.
La decoración cerámica para el edificio y la ebanistería tuvieron una producción continua hasta los años treinta. Una notable interrupción de esta actividad ocurrió en 1936 a causa de una ley que prohibía cualquier tipo de ornamento al exterior de los edificios, lo cual causó un verdadero colapso económico a la manufactura al punto de tener que reducir al mínimo su personal

### Chini en el Cementerio Monumental de la Misericordia de Antella
Galileo decora en 1906 la capilla de la princesa Carafa de San Lorenzo y con su tío Leto Chini trabaja en la capilla dedicada a Santa Matilde, representada en la cúpula encargada por la Cofradía de la Misericordia que continúa en su filosofía, sin cambios hasta ahora, de hacer decorar también las capillas destinadas a sepelios comunes de su cementerio.
En 1910 trabaja en la capilla de la familia Barocchi y en la capilla común dedicada a San Guido. Para esta última, en los primeros meses de 1911 pinta la cúpula de entrada con una simbología admirable, una obra maestra en su género, disponiendo en una doble corona dieciséis ángeles en gloria, y decora la galería de entrada antes de partir para el Siam, adosando a las pinturas las cerámicas especialmente producidas por la Manufactura.
En 1933 pinta el bosquejo para el panel central del vitral destinado a la capilla común dedicada a San Benedicto.
Vuelve a trabajar en Antella en 1946 para sepultar a su joven hija Isotta y para pintar las "Santas mujeres a los pies de la Cruz" en el altar de la capilla dedicada a San Silvestre, representadas en la luneta de la entrada. Diez años después en misma capilla descansarán también sus restos.

## En la corte del Rey del Siam
"Respecto al contrato con el Señor Chini pintor, para decorar el Palacio del Trono Ananta Samakhom, ... Dejo a Usted, Chao Phraya Yommaraj, de añadir cualquier cosa Usted piense que vaya bien para el contrato. Pero el permiso para contratar al pintor Chini está confirmada..." (Carta datada 28 de julio de 1910, del rey Chulalongkorn al ministro de Obras Públicas).
Antes de iniciar su trabajo en el Siam, Chini, tuvo que realizar varios estudios de naturaleza técnica, desde el clima ambiental hasta la resistencia de la tierra de color, trayendo de Italia el material necesario para garantizar la conservación de sus frescos a lo largo del tiempo.
Junto con sus colegas italianos en Bangkok hizo una serie de excursiones en lugares donde la presencia de monumentos artísticos podía ofrecer valiosas sugerencias para la obra que estaba por empezar. Descubrió viejas pagodas y templos misteriosamente conservados en la vieja capital del Siam, Ayutthaya.
A la cabeza de la comitiva italiana de artistas, ingenieros, arquitectos, pintores, escultores y otros trabajadores, estuvo el ingeniero Carlo Allegri, responsable de más de veinte años de trabajo realizado en el Siam, el más grande injerto de rasgos arquitectónicos y artísticos occidentales en el oriente de aquel entonces. Gran parte del mármol con el cual se construyeron pagodas, monasterios, palacios y villas residenciales, durante los años de la modernización Siamesa, proviene de Italia
El nuevo palacio del Trono, Ananta Samakhom, realizado en hormigón armado revestido con mármol, (proyecto arquitectónico de Mario Tamagno y Annibale Rigotti) surgió a voluntad del rey en una nueva extensión urbana de Bangkok modelada según las reglas de la arquitectura occidental, inspirado en las líneas estrictas del neoclasicismo romano.
Los frescos ejecutados por Galileo Chini en la vasta sala del Trono, desde la cúpula que se eleva a más de cincuenta metros hasta las lunetas, evocan los momentos importantes de los seis últimos reyes del Siam (del siglo XVIII al XX) inmortalizándolos en la historia, incluido el rey Chulalongkorn Rama V, (1868-1910), quien había concebido la idea del palacio y que durante su reinado se había distinguido por las importantes reformas sociales implementadas en el país, incluida también la abolición de la esclavitud.
La predilección del rey del Siam por los artistas italianos se remonta a sus estadías en Italia en 1897, cuando rey Chulalongkorn realizó visitas oficiales a todos los estados europeos, siendo Italia la primera escala. Durante su estadía en Italia adquirió obras de arte en la Bienal de Venecia, y en Florencia comisionó a los pintores y escultores retratistas más famosos de aquellos años, entre los cuales se encuentran Edoardo Gelli, Michele Gordigiani, Cesare Fantacchiotti y Raffaello Romanelli, una serie de retratos de la familia real todavía hoy bien conservados en la colección de la casa real tailandesa.
Durante su último viaje por Europa en 1907, el rey Chulalongkorn regresó a la VII Bienal de Venecia, donde Galileo Chini había decorado la "Sala del Ensueño". No se ha encontrado ningún testimonio del encuentro entre el Rey del Siam y el exponente del modernismo en tal ocasión. De hecho, los contactos se desarrollaron algunos años después de, cuando finalmente "El Gobierno de S.M. el Rey del Siam otorga al Prof. Galileo Chini, quien acepta el encargo de ejecutar por el precio de ciento cincuenta mil francos (Fr. 150.000) todas las decoraciones, frescos y pinturas que deberán decorar las salas del SALÓN DEL TRONO, que se está ahora erigiendo en Bangkok..." (Convenio entre el gobierno de Su Majestad el Rey del Siam y el Prof. Galileo Chini, 17 de octubre de 1910).
La Sala del Trono, decorada por el exponente del modernismo italiano, se usó como la primera sede del parlamento Tailandés, pero luego quedó vedado para el público por muchos años. Hoy, sin embargo, vuelve a demostrar la versatilidad estilística y artística del lenguaje chiniano junto con el esplendor de las obras de manufactura de la Corte en la muestra Arts of the Kingdom.

## Chini y la Ópera

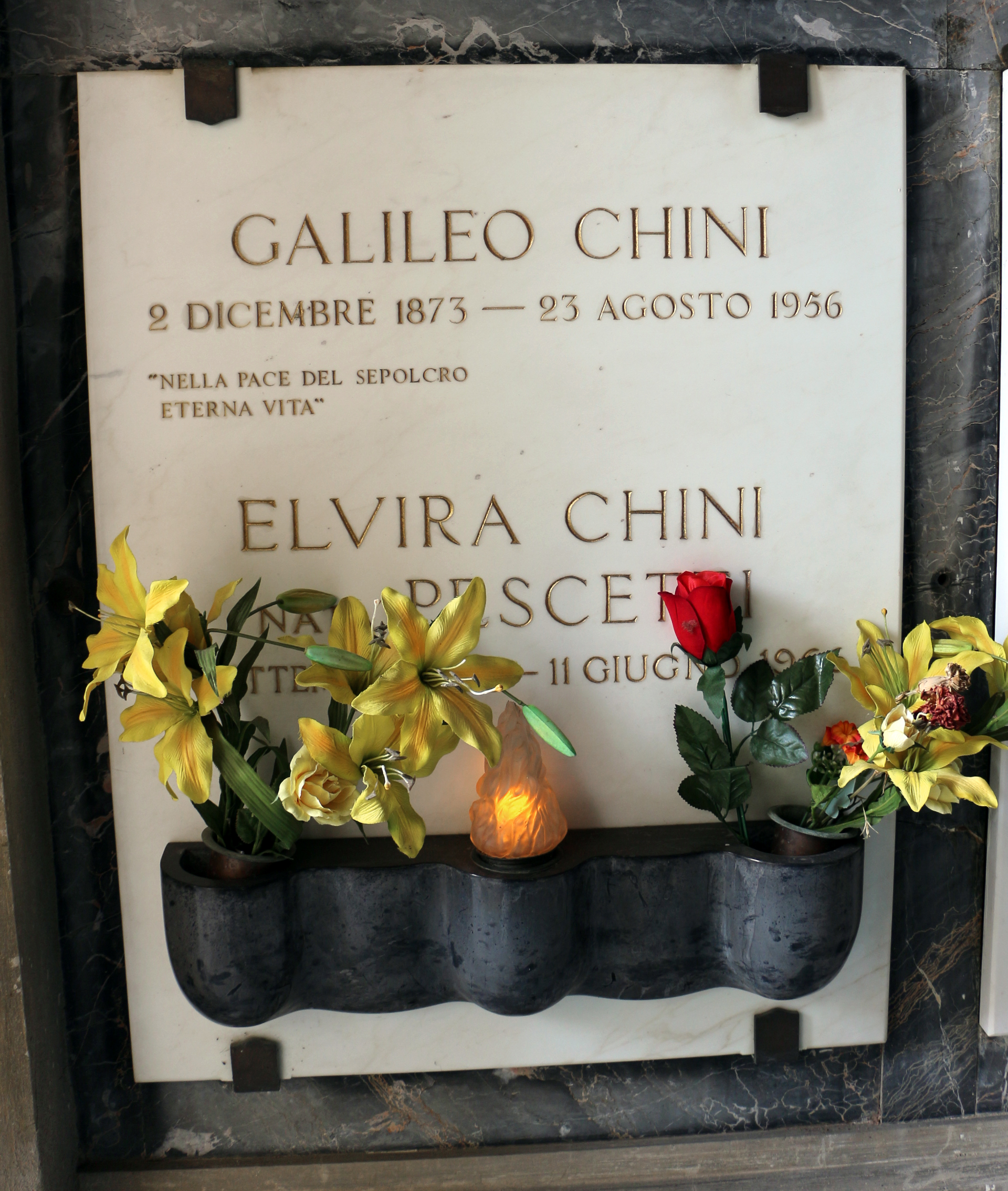
La tumba de Galileo Chini y de su esposa en el cementerio monumental del Antella

Galileo Chini había enriquecido sus conocimientos orientales, incluso con un breve mirada a la antigua tierra de los faraones, cuando en la travesía en barco para el Siam, para atravesar el canal de Suez se debía bajar en Puerto Saíd o en Suez, era posible visitar El Cairo, admirar la Esfinge y las pirámides, y partir con el barco desde uno de los dos puertos de donde se hizo escala.
Así Chini después de un tiempo sintió la pasión por Egipto transmitida por su padre, cuando fue a su vez a aquel país, con motivo de la primera presentación de la obra “Aida” en El Cairo, enviado como elemento de la orquesta de Verdi, en calidad de intérprete de saxhorno.
Quien mejor que Chini, después de su estadía en Oriente, podía crear las escenas para Turandot, la trágica obra de amor inconcluso de Giacomo Puccini. En esta obra Chini dio lo mejor de si, pero Puccini no pudo admirar las escenas de su amigo y escuchar su Turandot dirigida por Toscanini en la Scala el 25 de abril de 1926, ya que fue realizada aproximadamente dos años luego su muerte.
La consecución de ciertos efectos y sugerencias, tanto en obras de pintura como en las composiciones de carácter decorativo, había revelado en Galileo una tendencia a la escenografía, a la fantasía vinculada a los rasgos propios del teatro, la escena, el fondo mágico, al ambiente, vestuario y sonido.
La actividad escenográfica de Chini comienza en 1908 y concluye en 1937, no es lineal ni continua, el artista trabaja inicialmente solo para el teatro de prosa y descubre la obra lírica solo en 1917 junto a Giacomo Puccini.
De 1901 a 1910 es el decorador más requerido, trabaja en todas partes y por encargo, como un artista renascentista.
Al diseñar pabellones y exposiciones con un espíritu artesanal y una visión multidisciplinaria de las artes, es casi natural para él preparar la puesta en escena de un texto para el teatro.
El fondo teatral, las escenas, la utilería, la decoración, el vestuario, todo le resultaba fácil, ya que cada día pintaba en frescos escenas sobre las paredes de villas y palacios o construía y montaba pabellones para exposiciones en pocas semanas o días. El teatro era para él un nuevo reto a vencer.
Galileo Chini tiene treinta y tres años cuando Sem Benelli el amigo fraternal más joven por cuatro años, con el cual había trabajado ya en Florencia en una empresa de muebles, lo llama a realizar escenografías para sus tragedias.
Es 1908. Empieza así una sociedad artística que no tiene igual en el teatro italiano del siglo XX. El pintor se convertirá en el único escenógrafo de todas las primeras representaciones de los textos de Benelli y con él trabajará aunque con largos intervalos hasta 1930, entre Milán, Roma y Turín pero nunca en Florencia su ciudad natal.
En 1909 Galileo había hechos los arreglos para "Sueño de una noche de verano" para el teatro Argentino de Roma, en ocasión de las celebraciones de Shakespeare.
El 16 de abril de 1909 para el equipo de Benelli realiza la puesta en escena de  “La Cena de los Bufones” en dicho teatro, en el mismo año en el cual, siempre en Roma había sido nombrado profesor de Decoración pictórica en la Academia.
Chini hizo los arreglos también para la versión parisina de la “Cena de los Bufones” para cuyas escenas Sem Benelli sostuvo que fueran realizadas por él.
Siempre en 1910 Chini prepara la puesta en escena del ”El Amor de Tres Reyes” para su amigo Benelli y ”Orione” de Ercole Luigi Morselli.
Incluso en el campo escenográfico Chini logra introducir en la tradición dieciochesca aquellos rasgos del modernismo que aligeran el barroquismo de tantos fondos.
Con extrema inocencia y fantasía, el artista revela el recurso en sus orígenes de decorador y de artista de frescos, transformando en relato los elementos técnicos por él usados.
Pasando de los suntuosos interiores de la Florencia de los Medici a las obras teatrales de Sem Benelli, a los paisajes sencillos y realistas de los melodramas puccinianos, Galileo Chini logra conferir a cada trabajo un carácter estilístico diverso.
Él era feliz de contribuir para el gozo de los otros, artistas, compositores y público.
La fiebre del teatro también lo había llevado a ser un apasioando por lo antiguo y lo nuevo, pasando de Sem Benelli a Shakespeare, de Rossini a Puccini.
Su actividad en el campo teatral lo llevará a asistir a autores y artistas diversos. En su “Casa de Vacaciones” por él así denominada, la habitación suya en Fossa dell'Abate, ahora Lido de Camaiore (Lucca), él hospedará en sencillez, desde su amigo Giacomo Puccini a los varios pintores y escultores de aquel entonces, incluyendo a Sem Benelli, Pizzetti y otros.